# 兵庫県道451号西新宿上郡線
兵庫県道451号西新宿上郡線（ひょうごけんどう451ごう にししんじゅくかみごおりせん）は、兵庫県佐用郡佐用町から赤穂郡上郡町に至る一般県道である。

## 概要
佐用郡佐用町西新宿から赤穂郡上郡町上郡に至る。

### 路線データ
- 起点：佐用郡佐用町西新宿（岡山県道・兵庫県道368号吉永下徳久線交点）
- 終点：赤穂郡上郡町上郡（上郡橋西交差点、兵庫県道236号上郡停車場線交点）
- 総延長：9.687 km
- 通行不能区間：佐用郡佐用町西新宿 - 赤穂郡上郡町旭日甲

## 路線状況

### 道路施設

#### 橋梁
- 岩木橋（岩木川、赤穂郡上郡町）

## 地理

### 通過する自治体
- 佐用郡佐用町
- 赤穂郡上郡町

### 交差する道路
| 交差する道路                        | 市町村名 | 市町村名 | 交差する場所 | 交差する場所          |
| ----------------------------------- | -------- | -------- | ------------ | --------------------- |
| 岡山県道・兵庫県道368号吉永下徳久線 | 佐用郡   | 佐用町   | 西新宿       | 起点                  |
| 兵庫県道236号上郡停車場線           | 赤穂郡   | 上郡町   | 上郡         | 上郡橋西交差点 / 終点 |

### 交差する鉄道
- 智頭急行智頭線

### 沿線
- 千種川
- 上郡町役場
- 兵庫県立上郡高等学校